# Nadolnik (Poznań)

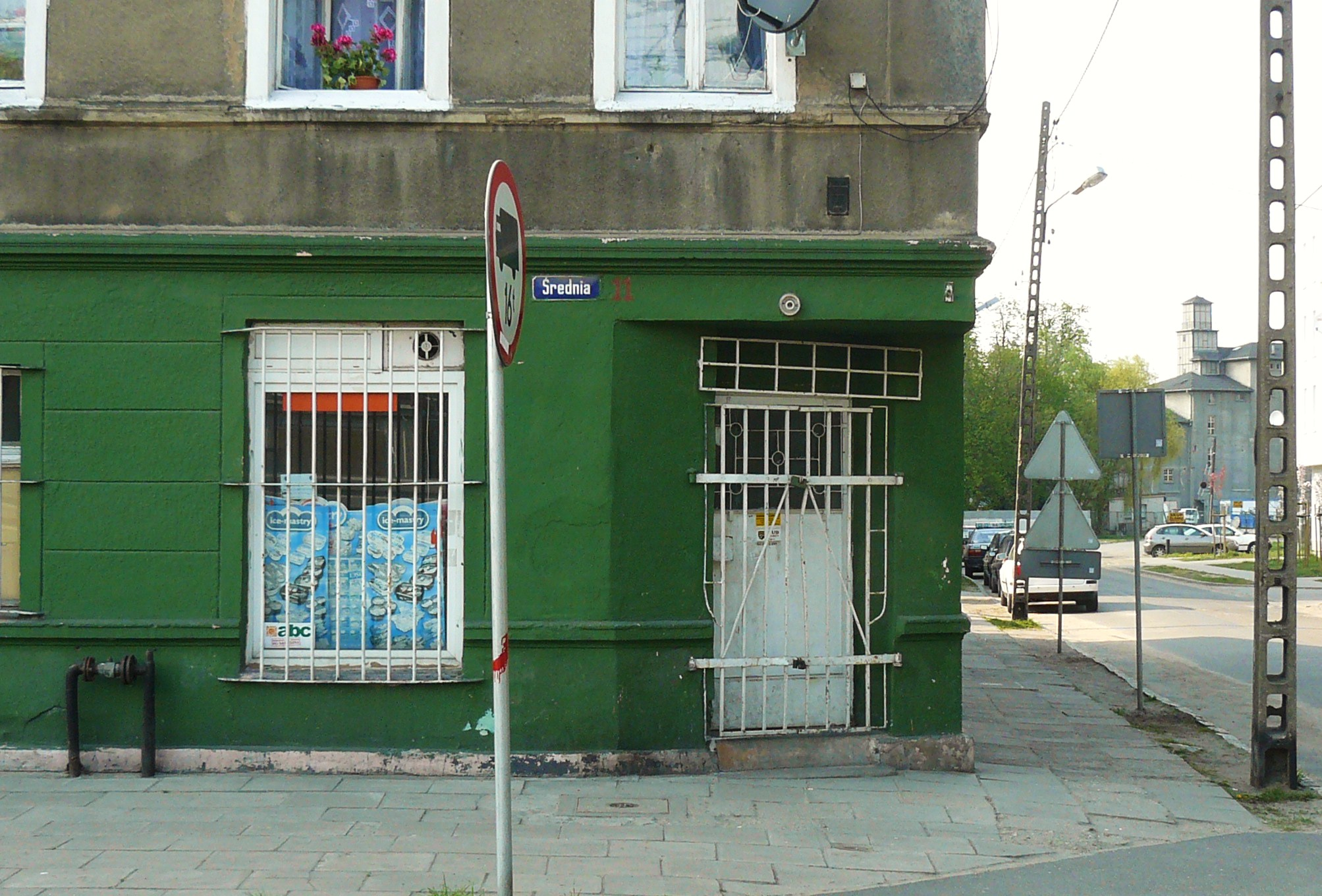
Fragment skrzyżowania ulic Średniej i Nadolnik

Nadolnik – północna część Głównej w Poznaniu, rozlokowana nad rzeką Główną, w jej dolnym biegu, niedaleko ujścia do Warty. Dzielnica posiada silne tradycje młynarskie.

## Położenie
Tradycyjnie za Nadolnik uważa się teren na północ od ul. Mariackiej, w tym północną część ul. Nadolnik (jej większość przynależy do Głównej). Teren ten opada w dolinę rzeki Głównej. Skrajnie zachodnia część Nadolnika, przy Warcie, została w pierwszej dekadzie XXI w. odcięta zbudowaną tu dwujezdniową trasą Augusta Hlonda (tzw. Nowe Zawady).

## Historia
Pierwsze wzmianki pisane o całej Głównej pochodzą z XII i XIII wieku, kiedy to wieś ta stanowiła osadę biskupów poznańskich, którzy w okolicach obecnej ul. Nadolnik posiadali swoją letnią rezydencję. Początkowo Nadolnik tożsamy był z tzw. Nadolnym Młynem, nazywanym tak w odróżnieniu od Górnego Młyna (oba znajdowały się po południowej stronie rzeki Głównej). Rejon Nadolnika pojawia się na mapie po raz pierwszy w 1728, ale brak tam jeszcze nazwy – występuje tylko nazwa Zawad i fragment drogi wiodącej do Młyna. Po raz pierwszy nazwa Nadolnik została uwzględniona na pruskim planie Poznania z 1840, jako Nadolnik M. (obok Ober M.). M. oznaczało młyn (Mühle). Z obu tych młynów wychodziły niewielkie drogi na północ, w kierunku Czerwonaka i Koziegłów. Potem nazwa ulega ugruntowaniu (np. na mapach z 1846 i 1860), a z czasem rozciągnięciu na oba młyny i ich okolice, wzdłuż rzeki Główna i na północ od Głównej (dzielnicy). Na przestrzeni lat okolice te miały charakter przede wszystkim przemysłowy – nierozerwalnie związany z robotniczą tradycją całej Głównej i Zawad. W granicach Poznania Nadolnik znalazł się w 1925.

## Młyn

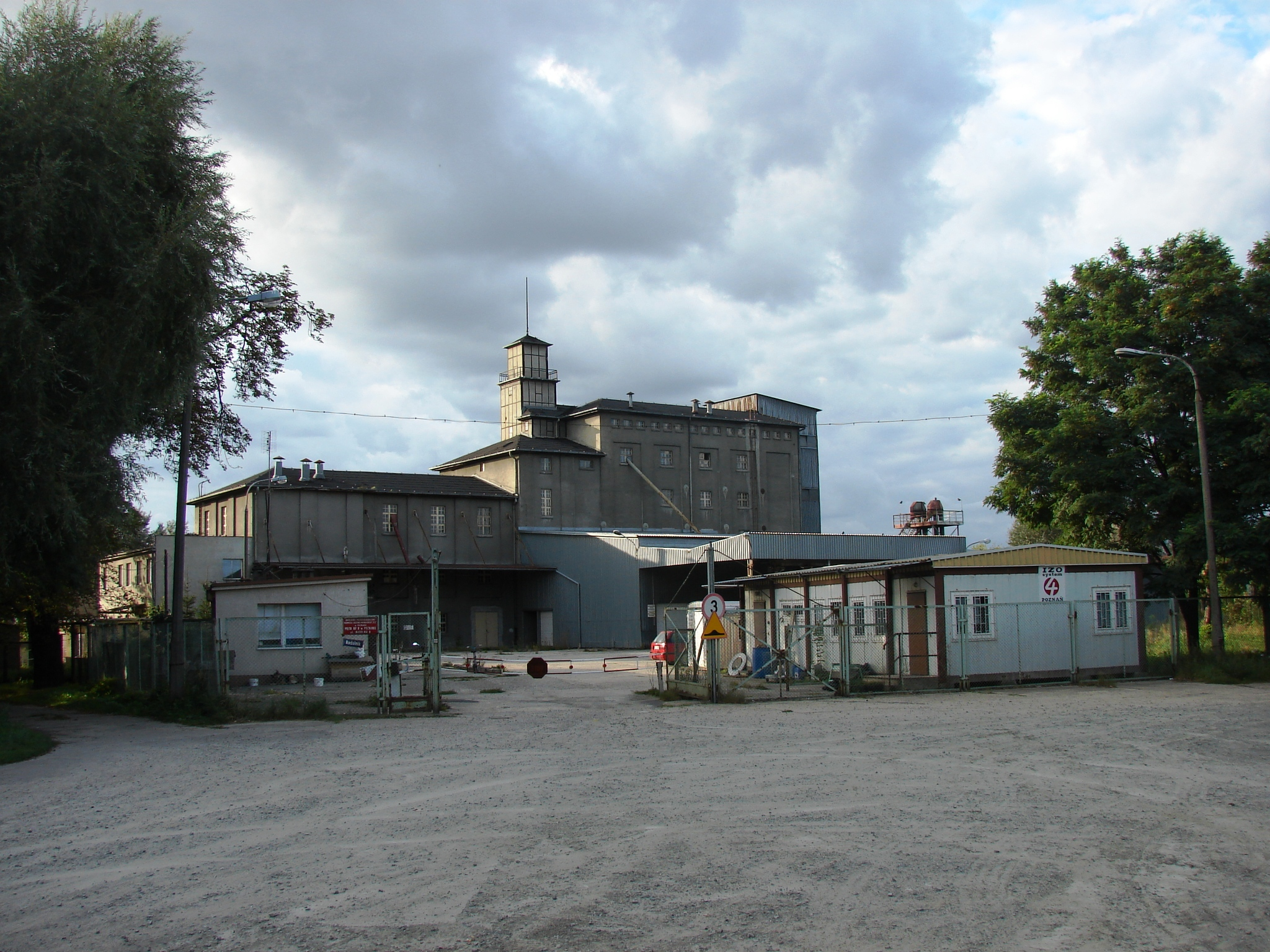
Młyn – wjazd

Z czasem Górny Młyn ulegał przebudowom i modernizacjom. Około 1820 przejęła go firma Pinn & Aronsohn i utrzymywała aż do okolic 1918. W 1924 zabudowania spłonęły. Odbudowano je w 1929, jako jeden z najnowocześniejszych młynów parowych w Wielkopolsce i na polskim Pomorzu – pod nazwą Cerealia (ul. Nadolnik 8). Obiekt wyposażono w maszynę parową firmy Marschall. Do młyna doprowadzono bocznicę kolejową, po której do dziś zachował się modernistyczny most na Głównej. W czasie II wojny światowej młyn przejęli Niemcy – zarządcą został Helmut Lemke, chwalący się wcześniejszą działalnością szpiegowską na terenie międzywojennego powiatu czarnkowskiego. Młyn nazwano Ost Mühle. Po wojnie obiekt przejęły Polskie Zakłady Zbożowe w Poznaniu (od 1945 dyrektorem był Maksymilian Tschuschke). Po 1970 został zelektryfikowany i działał do 21 kwietnia 2015, kiedy to uległ pożarowi. W budynku ponownie wybuchł pożar 2 maja 2016. W lipcu 2017 rozpoczęła się przy młynie budowa deweloperskiego osiedla mieszkaniowego, w wyniku czego budynek rozebrano do lutego 2019.

## Dzieje powojenne
W 1963 powstał projekt regulacji całej Głównej, w myśl którego dzielnica miała się stać dużym blokowiskiem, co całkowicie zniszczyłoby jej lokalny koloryt. Do zmian jednak nie doszło i dzięki temu Nadolnik nie uległ oddzieleniu od Głównej dwujezdniową ulicą Nowe Zawady i zachował dawny charakter. W początkowych latach XXI w. w rejonie wschodniego Nadolnika powstały nowe bloki komunalne, a w grudniu 2018 oddano do użytku wielofunkcyjne boisko o wymiarach 17 na 36 metrów.

## Przyroda

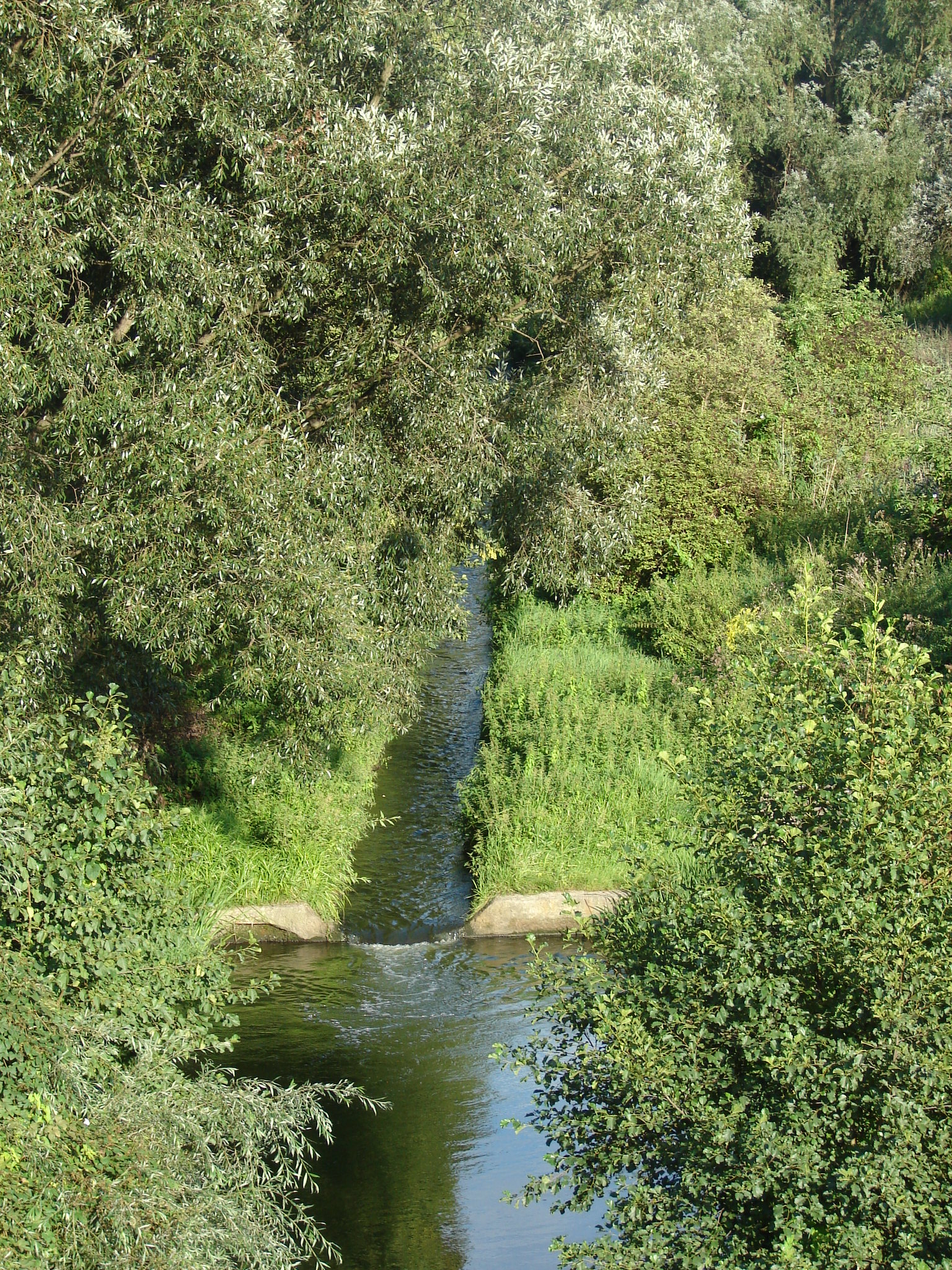
Nadolnik – jaz na rzece Głównej

Z uwagi na boczne położenie Nadolnik stanowi enklawę cennej, ale zaniedbanej zieleni. W okresie międzywojennym istniał tu sztuczny staw (zasypany po 1970). Od strony południowo-zachodniej rósł park z drzewami owocowymi i rabatami kwiatowymi, z basenem i oczkiem wodnym. Uporządkowano go w 1956. Do dziś ślady tego założenia są czytelne. W Studium rozwoju miasta planuje się odbudowę jazu Nadolnik na Głównej i budowę niewielkiej elektrowni wodnej oraz zagospodarowanie terenu na potrzeby rekreacji. Wydzielono także eksperymentalny rezerwat zieleni miejskiej (Park Nadolnik). Znany przyrodnik – Helena Szafran, uważała, że park na Nadolniku, gdyby nie fabryczne sąsiedztwo, byłby najpiękniej usytuowanym parkiem w Poznaniu (duże różnice poziomów, rzeka i staw w sąsiedztwie). W 2013 park uporządkowano i przewidywana jest jego kompleksowa rewitalizacja
W najwyższym punkcie parku Helmut Lemke ustawił w czasie II wojny głaz pamiątkowy poświęcony swojemu ojcu (granitowy obiekt nadal istnieje).

## Komunikacja
Oprócz bocznicy kolejowej (wyłącznie towarowej) do młyna Cerealia, Nadolnik nie posiadał żadnych form komunikacji zbiorowej. Przystanki autobusowe MPK Poznań znajdują się na Głównej, przy Rynku Wschodnim (wcześniej dotarła tam pierwsza w Polsce linia trolejbusowa – 1930, likwidacja – lata 60. XX w.).